# Бермингхам (Ајова)
Бермингхам (енгл. Birmingham) град је у америчкој савезној држави Ајова. По попису становништва из 2010. у њему је живело 448 становника.

## Демографија
Према попису становништва из 2010. у граду је живело 448 становника, што је 25 (5,9%) становника више него 2000. године.
| Група             | 2000.       | 2010.       |
| Белци             | 417 (98,6%) | 431 (96,2%) |
| Афроамериканци    | 0 (0,0%)    | 3 (0,7%)    |
| Азијати           | 0 (0,0%)    | 0 (0,0%)    |
| Хиспаноамериканци | 4 (0,9%)    | 9 (2,0%)    |
| Укупно            | 423         | 448         |